# 俄罗斯方块 (艺电)
《俄罗斯方块》是一款由EA Mobile开发、艺电发行的益智游戏，該遊戲可以在IOS、AndroidBlackBerry OS和Windows Phone上遊玩。该游戏的玩法与其他俄羅斯方塊游戏类似，但該遊戲有額外的配乐。
截至2010年，该游戏的付费下载量达到1亿次，截止當時是有史以來最畅销的手机游戏，也是有史以来第三畅销的游戏。该遊戲最終于2020年停止运营。在此日期之后即使购买了該遊戲也无法玩。
有人批評該遊戲在触控操作方面有些繁琐，并且也沒有在线多人游戏模式。